# Centum Cellae

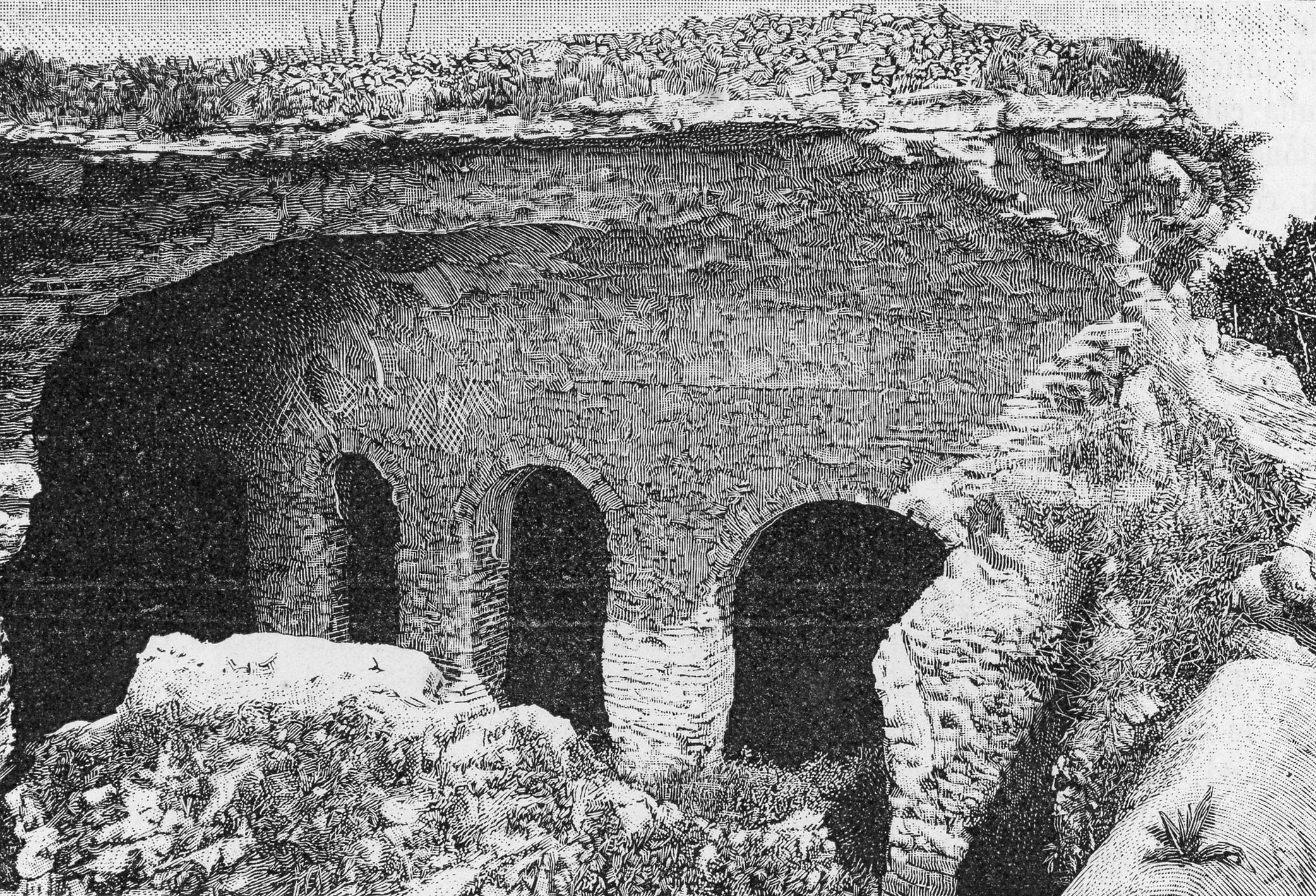
Centum Cellae of Cento Camerelle in Bacoli, Italië

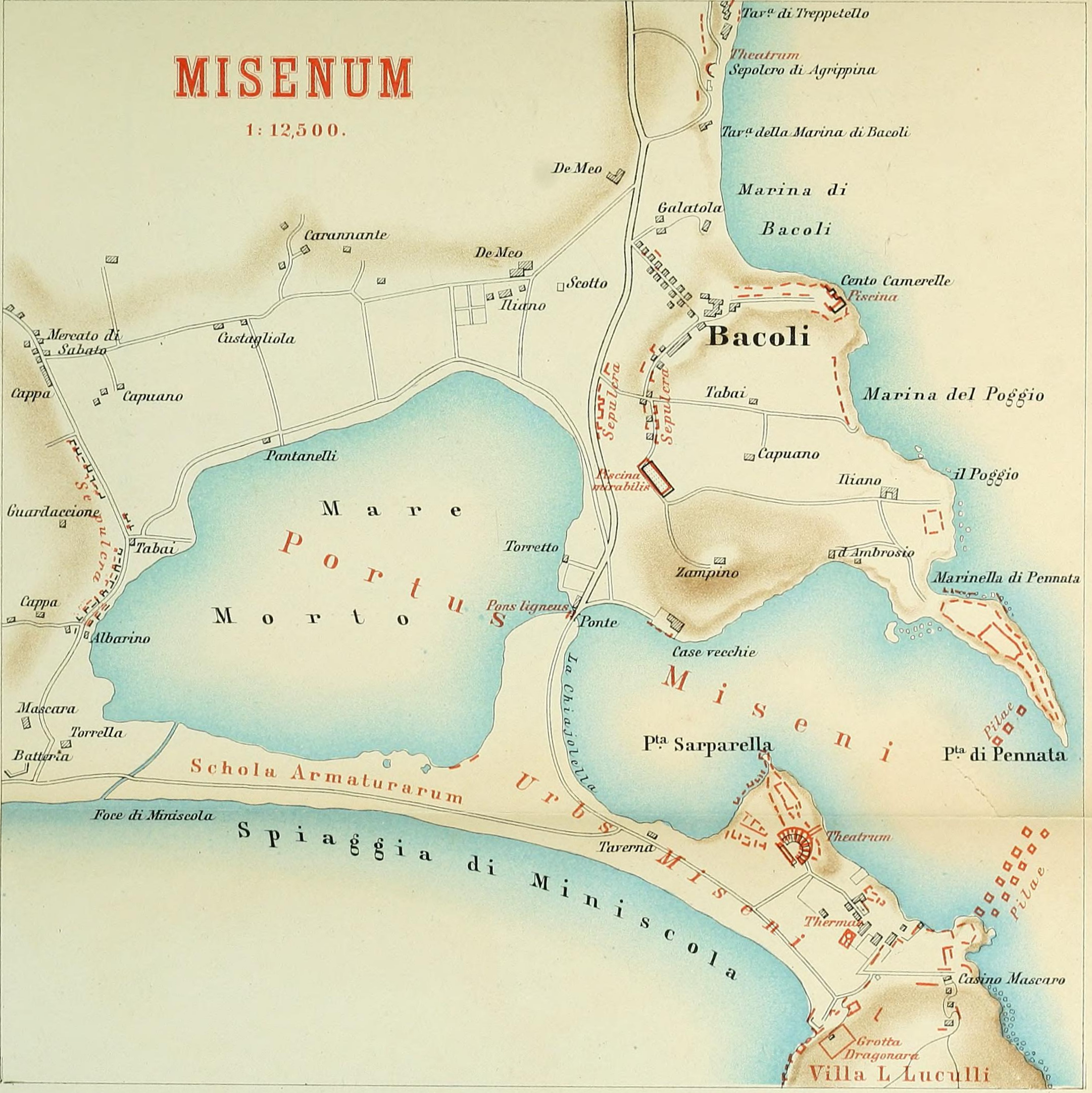
Kaart met rechts Bacoli en de Punto Cento Camerelle op de uithoek

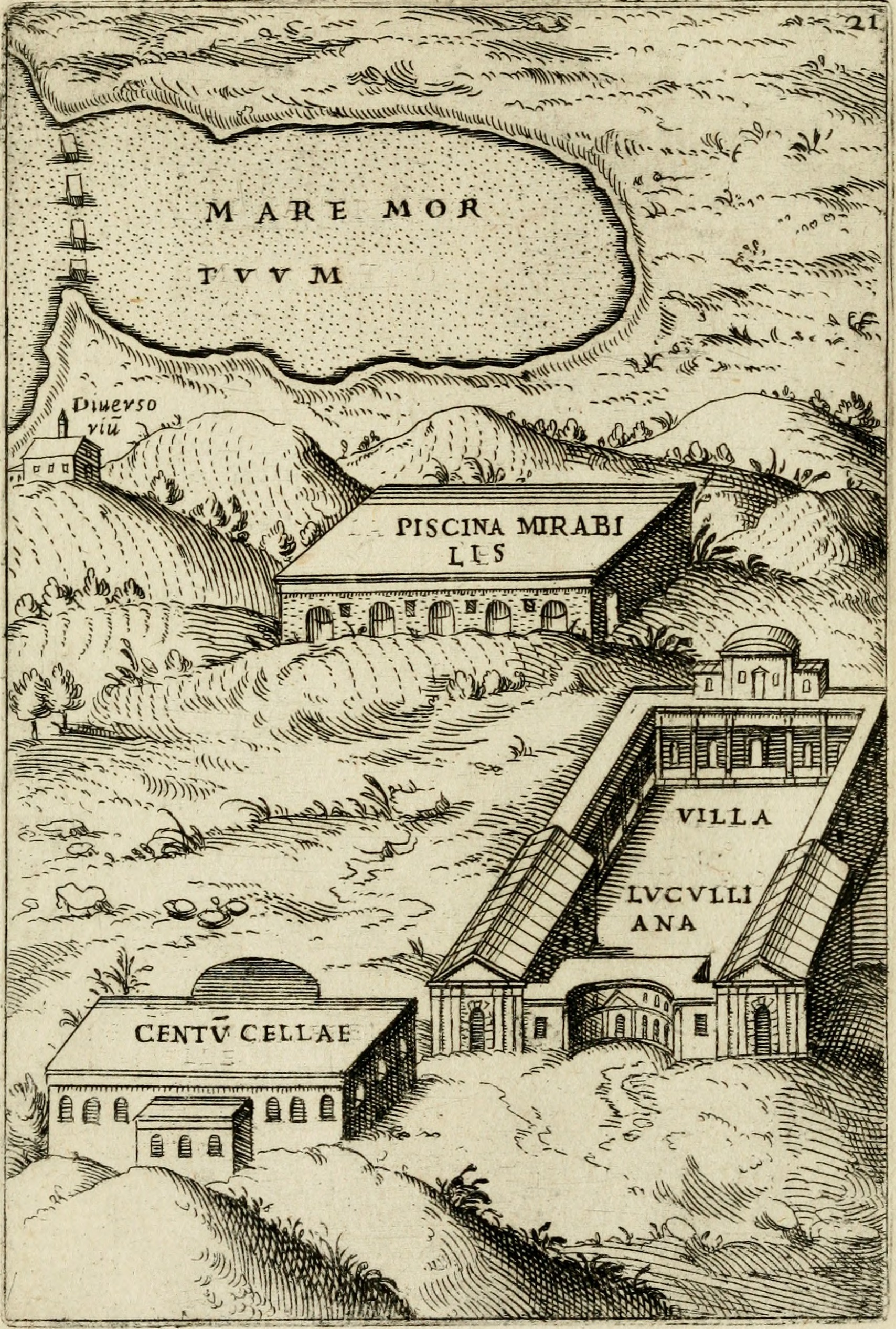
17e-eeuwse pentekening van wat Centum Cellae zou geweest zijn

Centum Cellae is een ondergronds Romeins bouwwerk in Bacoli, een gemeente in de metropolitane stad Napels in Zuid-Italië. Centum Cellae is gelegen op de uitstekende punt Punto Cento Camerelle in de baai van Pozzuoli, namelijk tussen het strand van Bacoli en het strand van Poggio. 
Centum Cellae bestaat uit twee boven elkaar liggende waterreservoirs. Het geheel werd uitgehakt in de tufstenen ondergrond. Zuilen in het water ondersteunden de tongewelven. De binnenbekleding was speciaal voorzien om waterdicht te zijn. Deze laag wordt cocciopesto genoemd, een tot poeder gestampt mengsel van (kalkzand)mortel en potscherven.
Het onderste reservoir is het oudste en dateert van de tweede eeuw v.Chr., ten tijde van de Romeinse Republiek. Het ligt zes meter onder het bovenste en heeft een verbinding met het zeewater. Aan de zeezijde stonden beelden, onder meer van waternimfen. De beelden zijn later op de zeebodem terecht gekomen. Het bovenste reservoir dateert van de eerste eeuw, het begin van het keizerrijk. Dit reservoir is het grootste en heeft de vorm van de letter H. De gangen zijn er vier meter hoog. 
Er was geen verbinding tussen de twee waterbekkens. Centum Cellae is niet volledig uitgegraven. Het ligt volledig ondergronds, wat slechts deels het geval was in de Romeinse Tijd. Van de villa waarvoor de waterbekkens dienden, is niets meer gevonden.

## Namen
- Centum Cellae of in het Italiaans Cento Camerelle betekent de Honderd Vertrekken. De zuilen en bogen boven het waterbekken geven de indruk van vele kamers.
- Nero’s gevangenis. In de Renaissance gaven de Napolitanen deze naam. Centum Cellae was echter nooit een gevangenis.[3]

## Historiek
In de eerste eeuw v.Chr. liet de advocaat Hortalus een villa bouwen in wat de gemeente Bacoli is. Hij bezat verschillende visvijvers en fonteinen; om een waterdoorstroming te hebben liet Hortalus de Centum Cellae aanleggen. Het ging om het eerste waterbekken. Hortalus was verzot op viskweek. Cicero, een tijdsgenoot, verbleef al eens in de villa en noemde Hortalis Triton of een charmeur voor de vissen.
Na Hortalus kwam de villa in bezit van Antonia de Jongere, gehuwd met Nero Claudius Drusus. De keizerlijke familie van de Julisch-Claudische dynastie maakte gebruik van de villa, met Antonia de Jongere als de eerste eigenaar. Een van hen was keizer Nero, die zijn moeder Agrippina liet vermoorden aan de baai van Pozzuoli; het blijft gissen of de moord plaats vond in de villa bovenop de Centum Cellae. Een tweede reservoir werd gebouwd om de waterpartijen te bevloeien. Plinius de Oudere verhaalde dat in de vijvers er watermonsters woonden. Deze gehoorzaamden aan het geroep van de villa-eigenaar en huilden wanneer een van hen gestorven was.
Verder tijdens het Romeinse Keizerrijk was de Flavische dynastie eigenaar van de villa. 
In de 4e eeuw woonde in de villa van de Centum Cellae consul Quintus Aurelius Simmacus Eusebius; hij wou het heidendom in het Romeinse Rijk uitbannen. Eusebius was verwant aan Ambrosius van Milaan. Hij gebruikte de tunnels als stapelruimte.
Later verdween de villa en geraakte Centum Cellae volledig ondergronds bedolven. Tijdens de Middeleeuwen bezaten de monniken van Santi Pietro e Sebastiano uit Napels het gebouw. 
In 1678 ging Centum Cellae in eigendom over naar het koninkrijk Napels. De archeologische opgravingen ten tijde van de Bourbonkoningen waren eerder beperkt. In de 18e eeuw deden gegoede toeristen Napels aan, in de zogenaamde grand tour. Bij hun bezoek aan Romeinse ruïnes kropen ze ook binnen in Centum Cellae. Met houtskool schreven ze hun namen op de muren. Zo is de naam terug te vinden van Allan Ramsay, een koninklijke portretschilder uit Edinburgh (1737). 
Vanaf 1910 vonden er grotere opgravingen plaats om Centum Cellae (deels) bloot te leggen. Amedeo Maiuri maakte nauwkeurige tekeningen van het gangencomplex. Rond het jaar 2000 mochten de gangen niet meer bezocht worden wegens instortingsgevaar. Werken ter onderstutting werden uitgevoerd van 2003 tot 2016. De eigenaars zijn de provincies Napels en Caserta; de archeologische site maakt deel uit van het groter archeologisch park Flegreische Velden.

## Andere reservoirs
Naast Centum Cellae liggen nog twee Romeinse waterbekkens. Het zijn de Cisterna delle Bacolesi en de Cisterna II di Punta Cento Camerelle.